# Грасе, Виктория Язеповна
Виктория Язеповна Грасе, девичья фамилия — Яшевич (латыш. Viktorija Grase; 21 августа 1918 года, Малопольское воеводство, Польша — 21 ноября 1985 года, Гулбенский район, Латвийская ССР) — доярка колхоза «Тайсниба» Гулбенского района Латвийской ССР. Герой Социалистического Труда (1958). Депутат Верховного Совета Латвийской ССР 5-го созыва, член ЦК КП Латвии.

## Биография
Родилась в 1918 году в польской многодетной крестьянской семье в одном из сельских населённых пунктов Малопольского воеводства, Польша. Трудовую деятельность начала 12-летним подростком. Трудилась в местных зажиточных крестьян. В 1939 году эмигрировала в Латвию. Работала в сельском хозяйстве в селе Малпилс. Вышла замуж за местного крестьянина Яниса Рудольфа Грасе. Во время Великой Отечественной войны проживала на хуторе Рубень около села Даукстес. После гибели мужа воспитывала в одиночестве своего малолетнего сына Яниса и вела личное хозяйство.
С 1949 года — рядовая колхозница, доярка на молочно-товарной ферме колхоза «Тайсниба» (позднее упразднён после присоединения к колхозу «Старс») Гулбенского района. Достигла высоких трудовых результатов в животноводстве. В 1955 году получила в среднем от каждой закреплённой за ней фуражной коровы по 5083 килограмм молока. В 1957 году надоила от каждой коровы в среднем по 5500 килограмм молока.
Указом Президиума Верховного Совета СССР от 15 февраля 1958 года удостоен звания Героя Социалистического Труда «за выдающиеся успехи, достигнутые в деле развития сельского хозяйства по производству зерна, картофеля, сахарной свеклы, мяса, молока и других продуктов сельского хозяйства, и внедрение в производство достижений науки и передового опыта» с вручением ордена Ленина и золотой медали Серп и Молот.
В последующие годы поддерживала высокие трудовые результаты: в 1958 году получила в среднем от каждой коровы по 5476 килограмм молока, в 1959 году — по 4897 килограмм молока.
Неоднократно участвовала во всесоюзных выставках ВДНХ и ВСХВ (1955—1960). В 1955 году вступила в КПСС.
Избиралась депутатом Верховного Совета Латвийской ССР 5-го созыва (1959—1963), Гулбенского районного Совета народных депутатов, членом ЦК КП Латвии, членом Гулбенского районного комитета КП Латвии, делегатом XV съезда КП Латвии.
Проработала в колхозе до выхода на пенсию в 1970 году. Проживала на хуторе Рубень. Умерла в ноябре 1985 года.
Награды и звания
- Герой Социалистического Труда
- Орден Ленина
- Большая золота и две серебряных медали ВДНХ
- Мастер животноводства 1-го класса (1969)